# Manchester
Manchester az Egyesült Királyság, ezen belül Anglia egyik legjelentősebb városa.
A világon elsőként kialakult ipari nagyváros. Sokak szerint Nagy-Britannia második legfontosabb városa London után, bár ezért a titulusért Birmingham is versenyez. Művészeti, média- és üzleti központ.
A város a sportjáról is híres: itt található a világ leghíresebb futballklubjai közé tartozó Manchester United és Manchester City, valamint a Lancashire County CC és a Manchester Originals nevű krikettklub székhelye is. Emellett itt rendezték a 2002-es Nemzetközösségi játékokat.
Neve az ókori római Mancunium névből származik, amihez hozzátapadt a ceaster szó (a „tábor” jelentésű latin castra szóból). A Egyesült Királyság közigazgatásában Manchester „metropolitan borough”, azaz nagyvárosi önkormányzat és „city” státusszal rendelkezik. A város lakossága 437 ezer (2004), de Nagy-Manchester, a nagyvárosi vonzáskörzet 2 284 093 lakosú.
Greater Manchester a manchesteri nagyvárosi kerületből áll és a környező önkormányzatokból: Trafford, Tameside, Salford, Wigan, Bolton, Bury, Oldham, Rochdale és Stockport.

## Földrajz és klíma
Manchester egy tál alakú terület belsejében helyezkedik el. Északon és keleten a Pennine mocsarak határolják, délen a Cheshire síkság. A városközpont az Irwell folyó keleti partján fekszik, a Medlock folyó és az Irk folyó torkolatának közelében. A város déli részén folyik keresztül a Mersey folyó. A város jó része, különösen délen lapályos és a magas épületekből kitűnő kilátás nyílik a mocsarakra. Földrajzi adottságai – éghajlata, a tengerpart, a vízerő és a széntartalékok közelsége – alapvetően nyomtak a latba, amikor Manchester a világ első ipari nagyvárosává alakult.
Sokan nedves, esős városnak tartják, pedig az éves átlagos csapadék nem több 809 milliméternél. Ez kevesebb mint Plymouth, Cardiff és Glasgow csapadékszintje. Sokkal kevesebb esőt kap, mint New York (1200 mm), csapadékszintjét inkább Rómáéval lehetne összehasonlítani. Ugyanannyi eső azonban, mint ami Rómában percek alatt hullik, Manchesterben órák alatt esik le.

## Történet

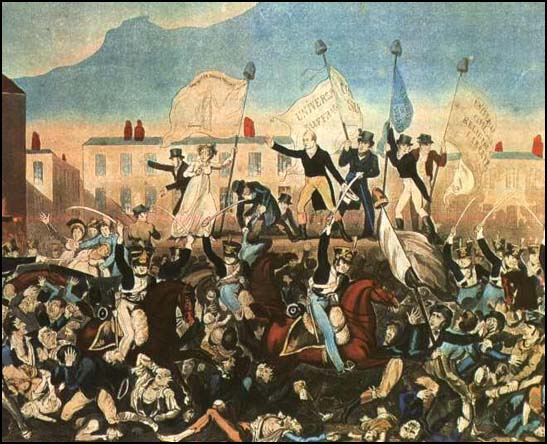
A peterlooi mészárlás.

### A legutóbbi időkig
Manchester környéke a Római Birodalom előtti időkben is lakott volt. A brigantesek elleni hadjárata során Agricola római hadvezér ideiglenes erődítményt húzatott fel az Irwell keleti partján, Mancuniumot. Ezt később többször átépítették és fontos csomóponttá vált a Chester és York közti, illetve az észak felé tartó út találkozásánál. Civil település, vicus is tartozott hozzá. Az erőd északi kapuját at eredeti helyén helyreállították, a fal egy részével együtt. (A Castlefield kerületben találhatók, a Deansgate végénél.)
Az erődöt a középkorban elhagyták és a település az Irwell és az Irk folyók összefolyásához költözött. A középkorban egy megerősített majorsági ház is állt itt. A ház ura, Thomas De La Warre, aki pap volt, 1422 körül az egyháznak adományozta a házat papok képzése céljára és elkezdte egy templom építését. A ház ma a Chetham Zeneiskola (Chetham's School of Music) a templom pedig a manchesteri katedrális (Manchester Cathedral)
Manchester 1301-ben vásárvárosi jogokat kapott.
A 14. században Manchester betelepült flamand szövők közösségévé vált, ez volt a helyi ruha manufaktúra alapja.
A reformáció idején Manchester már Lancashire fontos városa volt, ahol – talán a londoni textilkereskedelmi kapcsolatok miatt – itt is elterjedt a puritanizmus és a nonkornformizmus. 1642-ben Lord Strange megpróbálta megszerezni egy fegyverraktárat a király számára. Az ellenállás közben elesett Richard Percival állítólag az angol polgárháború első áldozata volt. Lord Strange visszatért, hogy megostromolja a várost, de nem járt sikerrel.
1745-ben Charles Edward Stuart áthaladt a városon útban Derby felé. A későbbi visszavonuláskor manchesteri katonákat hagytak helyőrségként Carlisle-ben, akik megadták magukat a brit hadseregnek.
A 18. század első évtizedében Daniel Defoe a "legnagyobb faluként" írta le Manchestert. Az ipari forradalom a 18. század utolsó negyedében formálta nagyvárossá a vásárvárost. Nedves éghajlata ideális volt a gyapotfeldolgozáshoz. A fonásban és szövésben használt gőzgépek elterjedtével a gyapotipar gyors fejlődésnek indult a régióban (például a Quarry Bank Mill nevű cheshirg-i gyár Styalban). Ugyanakkor fontos elosztási központtá is vált és egyre nagyobb raktárak épültek itt.
A Duke's Csatorna – vagy ahogy gyakran emlegetik, a Bridgewater Csatorna –, Nagy-Britannia első mesterséges belső víziútjának építése felgyorsította a fejlődést, mert így nagy mennyiségű olcsó szénnel lehetett ellátni az ipart. A város gyors fejlődéséhez hozzájárult a Liverpool-Manchester vasút, a világ első személyszállító vasútjának megnyitása is.
Manchester gyorsan a világ egyik legfontosabb ipari központjává és első ipari társadalmává vált. A változás sebessége és mértéke sokak számára megdöbbentő és félelmetes volt. Új ideák – (szabadkereskedelem, laissez-faire) terjedtek el, új társadalmi csoportok születtek, vallásos szekták és munkásszervezetek. A város Európa minden pontjáról vonzott okulni vágyó látogatókat, akik azt gondolták, "amit ma tesz Manchester, holnap azt teszi a világ".
Manchester lakossága robbanásszerűen megnőtt, mert a vidékről, sőt a brit szigetek távolabbi pontjairól is egyre többen költöztek ide a megnyíló új lehetőségeket keresve. Különösen Írországból és különösen az 1840-es évek Burgonya Éhínsége idején. Az ír hatás ma is erős és minden márciusban Manchesterben rendezik meg a világ egyik legnagyobb Szent Patrik napi ünnepségét. Becslések szerint Manchester és Salford lakosságának legalább 35%-a ír eredetű. Nagy számban érkeztek zsidó bevándorlók is Közép- és Kelet-Európából. Salfordot és Prestwichet is beleértve ma mintegy 40000 zsidó él itt. Érkeztek ide az egyiptomi gyapotkereskedelemben érdekelt levanteiek, németek és olaszok is. A 19. század végére Manchester kozmopolita várossá vált.
Az elmúlt két évszázadban Manchester a radikális és reformista politika fontos központja volt. Emlékezetes esemény peterlooi mészárlás néven ismertté vált konfliktus 1819. augusztus 16-án, amikor a helyi magisztrátusok kivezényelte lovasság legalább 11 embert megölt és több mint négyszázat megsebesített a parlamenti reformot követelő Henry Hunt szónoklatára összesereglettek közül. A Szent Péter mezején (St Peter’s Field) történt vérontás azért kapta a "Peterloo" nevet, mert az egyik áldozat a waterlooi csata egy túlélője volt. A mészárlás a következő években minden reformkövetelés hivatkozási pontjává vált.
Manchesterben tartották első kongresszusukat a brit szakszervezetek, 1868. június 2. és június 6. közt. A városnak fontos szerepet volt a brit Munkáspárt (Labour Party) és a szüfrazsett mozgalom létrejöttében is.
Manchester aranykora a 19. század utolsó negyede volt. A város sok nagy középülete – köztük a Városháza – épült ekkor. Ebben az időszakban ásták a 36 mérföld hosszú mély Manchester Hajócsatornát Salfordtól a Mersey folyóig, ami lehetővé tette, hogy óceánjáró hajók is eljussanak a manchesteri dokkokig. A salfordi dokkok egészen 1970-ig működtek, bezárásuk munkanélküliség-hullámhoz vezetett a régióban.
A második világháború alatt Manchester fontos nehézipari centrum volt, itt dolgozott például az Avro (ma BAE Systems), amely számtalan repülőgépet gyártott a királyi légierő, a RAF számára, melyek közül a leghíresebb az Avro Lancaster bombázó volt. A várost számos alkalommal bombázta a német Luftwaffe. Különösen az 1941-es karácsonyi támadás, a "Christmas Blitz" okozott nagy károkat, elpusztítva a történelmi városközpont nagy részét és súlyosan megrongálva a katedrálist.
1974-ben Manchester kivált Lancashire megyéből és létrejött a manchesteri nagyvárosi borough.

### A közelmúlt
1996. június 15-én, szombaton 11 óra 20-kor az IRA nagy bombát robbantott a belvárosban. Senki sem halt meg, de több mint 200-an megsebesültek, az épületekben pedig nagy károk keletkeztek. A szükséges helyreállítás, ami még 2006-ban is folyt, a városközpont jelentős átalakítását indította el. A robbantás óta, többek közt a 2002-ben itt rendezett 17. Nemzetközösségi játékoknak is köszönhetően, a belváros jelentősen megváltozott. Az 1960-as években épült részek közül sokat teljesen lebontottak, vagy üveg és acélelemek használatával modernizáltak. A 2006-ban befejezett, 168 méter magas, 47 emeletes Beetham torony Európa legmagasabb lakóépülete, alsó 23 szintjét a Hilton Hotel, felső 24 szintjét magánlakosztályok foglalják el. A toronyházat eredetileg 171 méter magasra tervezték, de a helyi szélviszonyok miatt ebből le kellett venni.

## Kormányzat

### Nagy-Manchester

Nagy-Manchester számozott térképe.

Nagy-Manchester nagyvárosi megye, amely körülveszi Manchester Cityt. Manchester Cityt is beleértve Nagy-Manchester 10 nagyvárosi önkormányzata van (angolul "borough"), mindegyik külön tanáccsal. Bár ezeknek a tanácsoknak gyakran kell együttműködniük, teljesen függetlenek egymástól.
Nagy-Manchester 10 önkormányzata:
1. Manchester City
2. Stockport
3. Tameside
4. Oldham
5. Rochdale
6. Bury
7. Bolton
8. Wigan
9. City of Salford
10. Trafford

### Kerületek Manchester Cityben
| - Ancoats - Ardwick - Baguley - Benchill - Beswick - Blackley - Bradford | - Burnage - Cheetham - Cheetham Hill - Chorlton-cum-Hardy - Clayton - Crumpsall - Didsbury | - Fallowfield - Gaythorn - Gorton - Harpurhey - Hulme - Levenshulme - Longsight | - Miles Platting - Moss Side - Moston - Northenden - Openshaw - Rusholme - Sharston | - Strangeways - Whalley Range - Withington - Woodhouse Park - Wythenshawe |

### Parlamenti képviselők
Manchester City öt egyéni választókörzetből ad képviselőt a brit parlamentnek. A választókerületek, a jelenlegi (2006) képviselők (zárójelben a pártjuk, MP=parlament tag):
- Manchester Central – Tony Lloyd MP (Labour)
- Manchester, Blackley – Graham Stringer MP (Labour)
- Manchester, Gorton – Rt Hon Sir Gerald Kaufman MP (Labour)
- Manchester, Withington – John Leech MP (Liberal Democrats)
- Wythenshawe & Sale East (Trafford egy részével) – Paul Goggins MP (Labour)

### Községek
1. Ringway

### Testvérvárosok
- Amszterdam – Hollandia
- Chemnitz – Németország
- Córdoba – Spanyolország
- Fajszalábád – Pakisztán
- Los Angeles – Amerikai Egyesült Államok
- Rehovot – Izrael
- Szentpétervár – Oroszország
- Vuhan – Kína

## Bevásárlás
Manchester az észak egyik fő kiskereskedelmi központja. Két nagy bevásárlóközpontja van, a város közepén a Manchester Arndale Centre és Traffordban a Trafford Centre. A városközpontban számos kisebb bevásárlóközpont van. A központi vásárlónegyedbe majdnem lehetetlen közúton bejutni, a gyalogos megközelítés ajánlott. A bevásárlónegyed központja a Market Street sétálóutca.
Bury kedvelt bevásárlóközpontja a Millgate Centre. Bár nem nagy alapterületű, ugyanúgy megtalálhatók benne az alapvető üzletek, mint például az Arndale-ben vagy a Trafford Centre-ben.

## Egyetemek
Nagy-Manchesterben több mint százezer egyetemista lakik. A Manchesteri Egyetem (University of Manchester), Manchester Metropolitan University (Manchesteri Nagyvárosi Egyetem) és a Royal Northern College of Music (Királyi Északi Zenei Főiskola) egyetemi várost alkot a városközpont déli részében, az Oxford Road körül. Nagy-Manchesterben találhatók még a University of Bolton a University of Salford és a University Centre Oldham egyetemek.

## Közlekedés és infrastruktúra

### Légi
A Manchester repülőtér, (Manchester Airport, vagy korábban Manchester Ringway Airport), Nagy-Britannia harmadik legforgalmasabb repülőtere (London Heathrow és London Gatwick után). Külön vasútállomással rendelkezik. 2005-ben 22,1 millió utas haladt itt keresztül és 90 légitársaság kínált innen 180 közvetlen úticélba repüléseket. A Manchester–London útvonal Anglia egyetlen nagyforgalmú belföldi relációja, és komoly versenytársa a vasútnak.
A repülőtérről közvetlen járatok indulnak például a következő helyekre: New York JFK és Newark ), Chicago, Boston, Philadelphia, Atlanta, Orlando, Miami, Houston, Las Vegas, Toronto, Port of Spain, Antigua, Barbados, Damaszkusz, Dubaj, Abu-Dzabi, Doha, Teherán, Karacsi, Iszlamabad, Lahor, Szingapúr, Kuala Lumpur, Hongkong. Tervezik járatok indítását Pekingbe és Bangkokba.
Barton Aerodrome, a világ egyik legrégebbi repülőtere még ma is működik. Nagy helikopterforgalma van , füves kifutópályái kisrepülőgépeket fogadnak. Itt van a világ legrégebbi légiirányító-tornya is.

### Közúti
Mint Londonnak, Manchesternek is van körgyűrűje, az M60 autópálya (UK) M60. Londontól eltérően ez keresztülvág Nagy-Manchester jó részén, jó összeköttetéseket biztosítva. Stockporttól számolva 27 lehajtója van.
Manchester fontosabb közúti összeköttetései: M56, M6, M61, M62 és az M66. Legtöbbjük össze van kötve az M60-nal.

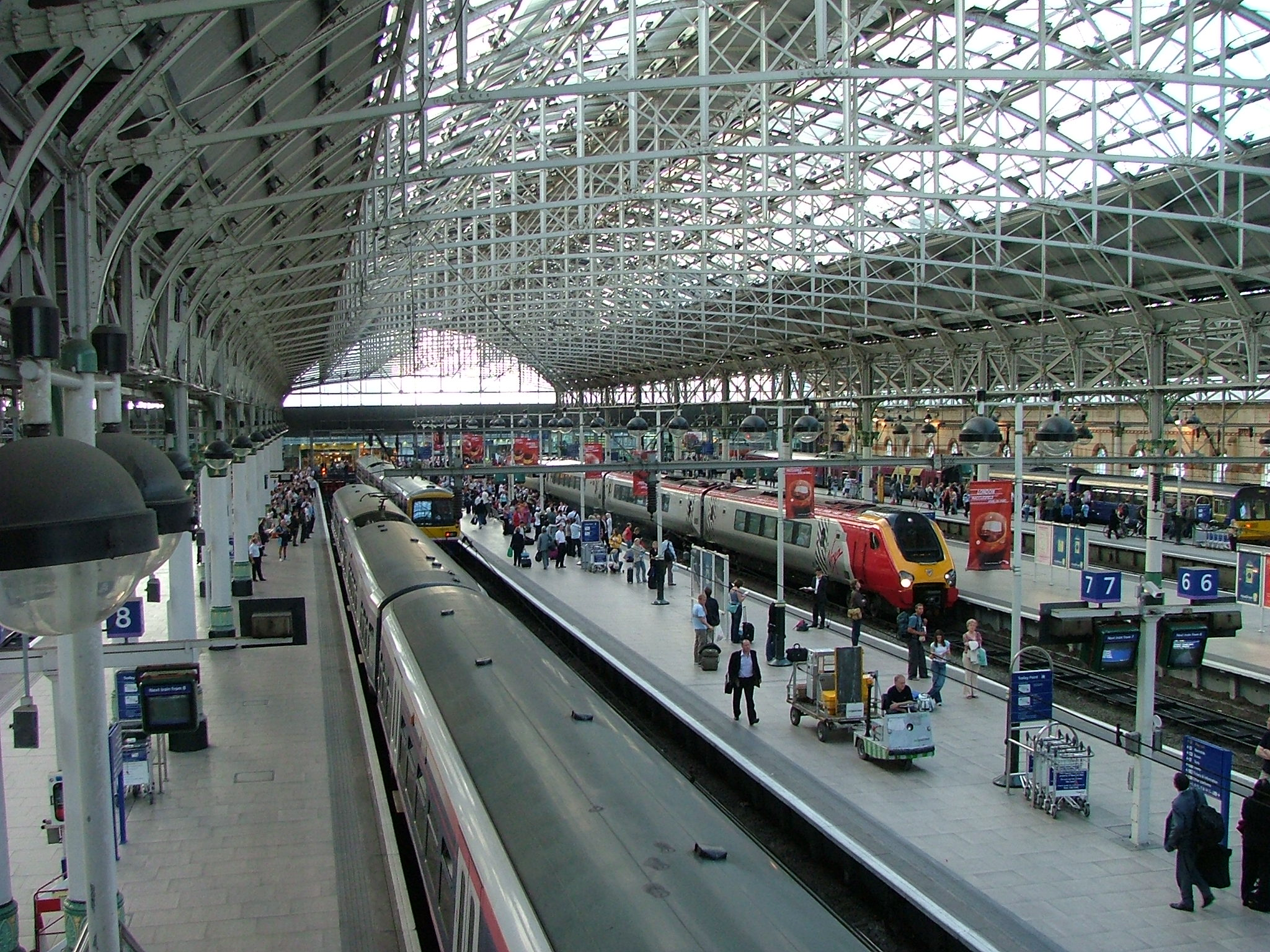
Manchester legforgalmasabb vasútállomása belülről, a Piccadilly.

### Vasúti
Az 1830-ban megnyitott Manchester–Liverpool vonal a vasúti személyszállítás szülőhelye. Ötven évvel később a várost már számos állomás és terminál vette körül, de a terminálok közül a legtöbbet az 1960-as években készült Beeching jelentést követően észszerűsítési okokból bezártak.
Ma a Manchester Victoria és a Manchester Piccadilly működik. A Virgin Trains a Manchester Piccadillyről indít londoni gyorsjáratokat, amelyeknek menetideje mintegy 135 perc.
Manchesterben többször is kudarcba fulladt az a törekvés, hogy a londonihoz hasonló metróközlekedést építsenek ki. A fő vasútállomásokat összekötő "Picc-Vicc" alagút ásását például el is kezdték az 1970-es években, de aztán abbahagyták a költségek miatt és mert a pletykák szerint "földalatti akadályok" merültek fel, talán az atomháború esetére épített földalatti alagút- és bunkerrendszer.
A városi és városközeli övezetek közlekedését jelentős vasúti hálózat is segíti, amelyben szerepel többek közt Ashton-under-Lyne, Bolton, Oldham, Stockport és Wilmslow.

### Villamos
Manchester népszerű és csúcsidőben zsúfolt villamoshálózatát Metrolink néven ismerik. A villamosok a városközpontot Altrinchammel, Ecclesszel és Buryvel kötik össze, 6-12 percenként járnak, és évente 20 millió utast szállítanak.
Jó tudni: a Metrolink jegyet előre kell megváltani az automatákból. Az automaták érmét, bankjegyet és bankkártyát – hitelkártyát egyaránt elfogadnak. Aznapra szóló vonatjeggyel, ha szerepel rajta metrolink állomás vagy a "Manchester Stations", lehet utazni bizonyos állomásokra külön jegy nélkül is. Sokat lehet spórolni, ha oda-vissza (return) jegyet veszünk.

### Busz
Manchester és környéke nagy autóbuszhálózattal rendelkezik, buszkapcsolat van minden várossal és faluval a környéken. Busztérképek és információk a GMPTE (Public Transport for Greater Manchester) oldalán találhatók .

### Vízi

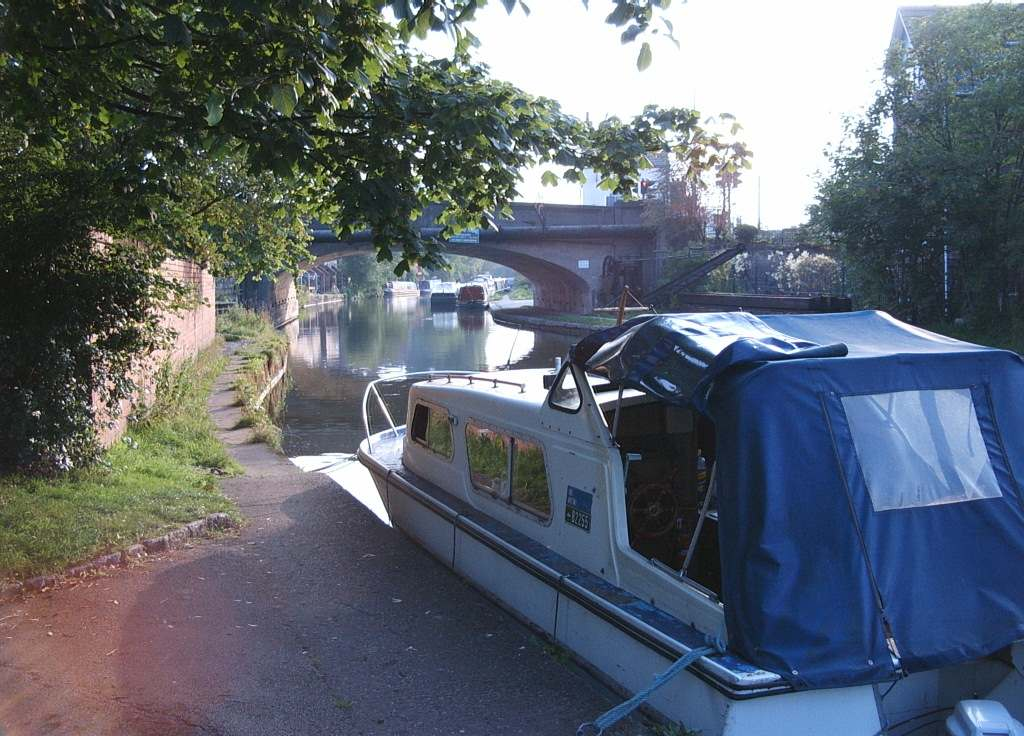
A Bridgewater csatorna.

Az ipari forradalom egyik öröksége a nagy csatornahálózat: a Manchester, Bolton & Bury csatorna, a Rochdale csatorna, a Manchester Ship csatorna, amely tengeri összeköttetést biztosít, a Bridgewater csatorna, az Ashton csatorna és a Leeds & Liverpool csatorna leigh-i ága. Ma a legtöbbet a csatornák közül már csak rekreációs célokra használják.
Manchestert és környékét számos mesterséges tó látja el vízzel, amelyeket a város körüli korábbi kis folyókon építettek. Néhány esetben ezek a tavak láncolatot alkotnak, mint Longdendaleben.
A múltban a város "víznyomásos" elektromos ellátással rendelkezett, a modern elektromos hálózat elődjével. Manchesterben volt Nagy-Britannia első szennyvízcsatorna-rendszere, amely még ma is létezik. Ez a rendszer lehet azonban az egyik fő oka, hogy Manchesternek nincs földalatti vasút (metró) hálózata.

## Kultúra

### Művészet
Itt alakult meg 1962-ben a Hollies együttes.

### Múzeumok

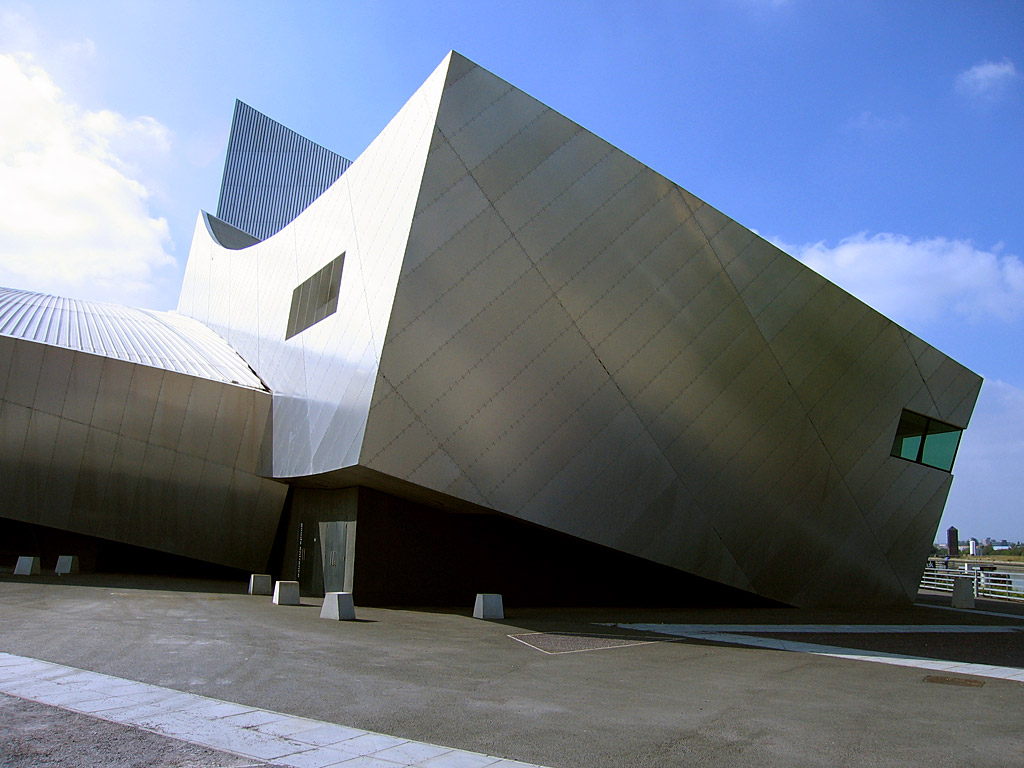
Az Imperial War Múzeum

Manchester fontosabb múzeumai:
- Greater Manchester Police Museum (Nagy-Manchester Rendőrségi Múzeuma)
- Imperial War Museum North (Birodalmi Háborús Múzeum, Trafford Park)
- Manchester Jewish Museum (Manchesteri Zsidó Múzeum)
- Manchester Museum
- Museum of Science and Industry (Tudományos és Ipari Múzeum)
- Pankhurst Centre (Pankhurst Központ)
- People’s History Museum (Néptörténeti Múzeum)
- Urbis, a városi élet múzeuma